# سربلند (فیلم ۱۳۷۳)
سربلند فیلمی در ژانر اکشن به کارگردانی فتحعلی اویسی و نویسندگی عباس عبدالله قصاب، جهانبخش جنتی ساختهٔ سال ۱۳۷۳ است.
این فیلم به دلیل دریافت درجه کیفی «ج» مجوز اکران در سینماهای ممتاز و درجه یک را پیدا نکرد و در تهران اکران محدودی در سینماهای درجه دو و سه داشت و با شکست تجاری مواجه شد.

## خلاصه داستان
«قدرت» (جمشید هاشم‌پور) مردی از خاک‌های سوخته جنوب، در برابر دسیسه‌ای از پیش تعیین شده، مجبور به فرار می‌شود، چون دیگر نه خانواده او را می‌پذیرند و نه مردم شهر باورش می‌کنند. حالا او با کوهی از ناملایمات می‌کوشد در مقابل بهتان بایستد، پس به مبارزه برمی‌خیزد…

## بازیگران
- جمشید هاشم‌پور
- علی ثابت
- مهناز اسلامی
- فتحعلی اویسی
- افسر اسدی
- فرهاد خانمحمدی
- سعید پیردوست
- مهدی صدرالدین
- محمود مشروطه
- محمدرضا دهقانی
- افشین احمدی‌پور
- احمد میرشمسی
- داوود اسکندری
- یوسف نوروزی
- امیر حسنی
- حمید عباسی